# Кубала, Ладислав
Ла́дислав Ку́бала (словац. Ladislav Kubala; 10 июня 1927, Будапешт — 17 мая 2002, Барселона) — венгерский, чехословацкий и испанский футболист и футбольный тренер. Известен по выступлениям за такие клубы, как «Ференцварош», «Братислава», «Вашаш», «Барселона» (выступая за которую, добился основных успехов и наибольшей известности) и «Эспаньол». Считается одним из лучших игроков в истории футбола (вошёл под № 32 в Список лучших футболистов мира XX века по версии Международной федерации футбольной истории и статистики и разделил 24-26 места в списке лучших игроков столетия в Европе). Кубала обладал такими игровыми качествами, как умение делать хорошие пасы, отличный дриблинг, голевое чутьё, мастерски бил штрафные удары. В 1999 году, во время празднования столетнего юбилея клуба «Барселона», Кубала был объявлен лучшим игроком, когда-либо выступавшим за «сине-гранатовых», по результатам опроса болельщиков этого клуба. После завершения карьеры игрока он перешёл на тренерскую работу. Он дважды назначался на пост тренера «Барселоны», тренировал сборную Испании, входил в тренерский штаб олимпийской сборной Испании на играх 1992 года.

## Биография

### Детство и юность
Кубала родился в Будапеште (Венгрия), в словацко-венгерской семье. Его мать была фабричной работницей, а отец — каменщиком. Кубала начал заниматься футболом в спортивной школе клуба «Ганз Торна», выступавшего в третьем венгерском дивизионе. В возрасте 11 лет он уже играл с ребятами на три года старше себя, притом явно превосходя и их в мастерстве. Детство и отрочество Кубалы пришлись на годы Второй мировой войны, он был вынужден много работать, рано возмужал, тяготы военного времени закалили его характер.

### Начало карьеры
В 1945 году, в возрасте 18 лет, перебрался в более сильный клуб, чем «Ганз Торна» — в «Ференцварош», один из лучших клубов Венгрии тех лет, в котором его товарищем по команде стал Шандор Кочиш, который в будущем так же, как и Кубала, покинет социалистическую Венгрию и будет играть вместе с Ласло в нападении «Барселоны». 25 апреля (по другим данным, 29 апреля) 1945 года дебютировал в матче высшей лиги Чемпионата Венгрии, забив два гола. В октябре 1945 года Кубала дебютировал в молодёжной сборной Венгрии.

### Кубала в Чехословакии
Весной 1946 года умер отец Кубалы. После этого юноша и его мать решили переехать на историческую родину матери, в Чехословакию. Они обосновались в Братиславе, где Кубала присоединился к местному «Словану» (в те годы эта команда называлась «Братислава»). 27 октября 1946 года Кубала дебютировал в сборной Чехословакии, забив гол в первой же своей игре за неё — в Вене против Австрии (счёт 4:3 в пользу чехословаков). В 1947 году Кубала женился на Анне Виоле Даучик, дочери тренера «Слована» Фердинанда Даучика (впоследствии у них родятся трое детей: Бранко, Ладислао и Карлос).

### Возвращение в Венгрию
Под давлением венгерских властей вернулся в Венгрию в 1948 году, став игроком «Вашаша». В Венгрии Кубала был известен прежде всего как отличный исполнитель штрафных ударов. В том же 1948 году был вызван в сборную Венгрии, за которую провёл три игры (в те годы ФИФА и УЕФА не так строго, как в настоящее время, отслеживали выступления игроков за сборные, и потому случаи, когда один игрок мог быть заигран за две национальные команды (что ныне категорически запрещено), иногда встречались). Вскоре венгерская контрразведка заподозрила игрока в шпионаже в пользу Чехословакии (вряд ли эти подозрения были оправданы, причины преследования Кубалы до конца не ясны). Впрочем, репрессирован Ласло не был, отделавшись призывом в «Красный легион» — венгерскую армию. В армии Кубала служить не желал. Он решил покинуть страну.

### Побег. Годы неопределённости
В январе 1949 года Кубала бежал из Венгрии (где к тому времени окончательно установился просоветский коммунистический режим Матьяша Ракоши) в кабине грузовика, набитого такими же, как он, беженцами, переодевшись в советскую военную форму и спрятав свою семью (мать, молодую беременную жену и родившегося в Братиславе маленького сына) под брезент. Он прибыл в Австрию. В Вене, где он и его семья были на тот момент вынуждены жить в ночлежке, на него вышли представители сильнейшего итальянского футбольного клуба тех лет, «Торино», желавшие заключить с ним контракт. Тем временем на родине Кубалы, в Венгрии, в связи с его побегом разразился скандал, беглец был пожизненно дисквалифицирован за свой поступок решением Венгерской футбольной федерации, которое было подтверждено ФИФА. Таким образом, играть в официальных матчах за «Торино» Кубала не мог. Тем не менее, клуб «Торино», не оставляя попыток добиться снятия дисквалификации через ФИФА, пригласил его в начале мая 1949 года сыграть в их составе в товарищеском матче с «Бенфикой» в Лиссабоне. Кубала сначала дал согласие, но затем жена, незадолго до того родившая ему второго сына, Бранко (который позже также станет футболистом), отговорила его от этой поездки, попросив остаться с ней. 4 мая на обратном пути из Лиссабона самолёт, летевший в Турин, с командой «Торино» на борту, разбился недалеко от пункта назначения, на холмах Суперга, все находившиеся на борту — 31 человек — погибли. Так судьба спасла Кубалу от гибели.
Затем Кубала тренировался вместе с «Миланом», потом подписал предварительный контракт с «Про Патрией» из Бусто-Арзицио (руководство команды надеялось, что с Кубалы снимут пожизненную дисквалификацию, пыталось добиться справедливости в Венгерской федерации футбола и в ФИФА, но тщетно). В итоге Кубала так и не сыграл в официальных матчах за «Про Патрию».
Кубала решил пойти своим путём и создать команду из таких же, как он сам, беженцев, в основном венгров и югославов, названа она была «Хунгария» (то есть «Венгрия»). Тренером её стал давний знакомый Кубалы — ещё по игре в Братиславе — Фердинанд Даучик, его тесть, в те дни — такой же эмигрант. Команда разъезжала по Европе на стареньком автобусе, купленном на последние деньги, на котором Ладислав собственноручно вывел надпись «Magic Bus» (по-английски — «волшебный автобус»). Несмотря на такие условия, «Хунгария» показала отличные результаты в проведённых ею товарищеских матчах, сыграв вничью с австрийцами (3:3), обыграв команду Италии (3:1) и наконец, в Севилье, при переполненных трибунах, победив сборную Испании (2:1). В том матче Кубала забил красивый гол со штрафного. Также в Испании «Хунгария» провела матчи против «Эспаньола» и сборной Мадрида. После победы над сборной Испании в битву за Кубалу на трансферном рынке вступили ведущие клубы Испании (естественно, надеясь упросить ФИФА о снисхождении к венгру). Самое выгодное с финансовой точки зрения предложение поступило Кубале из «Реала», но он, несмотря на это, выбрал «Барселону». На вопрос журналиста о причине такого выбора Кубала в шутку ответил: «Мне всегда нравилась полосатая форма».

### Кубала в «Барселоне»
В апреле 1950 года Кубала принял испанское гражданство (под именем Ладислао) и вскоре стал наконец игроком «Барселоны». Руководство этой команды смогло добиться в ФИФА смягчения наказания для Кубалы. После долгих закулисных игр с участием представителей как сине-гранатовых, так и венгерской стороны, ФИФА всё же сократила срок дисквалификации с пожизненной до одного года, обязав «Барселону» выплатить за Кубалу крупные суммы отступных как Венгерской федерации футбола, так и «Про Патрии», с которой у него был действующий контракт. Летом 1950 года «Барселону» возглавил Фердинанд Даучик (к тому времени осевший, как и Кубала, в Испании и сменивший имя на Фернандо). Пока шёл год отлучения от футбола, Кубала всё же сыграл несколько товарищеских игр за «Барселону». Наконец, в апреле 1951 года ожидание закончилось: срок дисквалификации истёк, и отныне Ладислао мог играть в официальных матчах. Он успел выйти на поле в решающих матчах розыгрыша Кубка Испании того сезона и внёс немалый вклад в победу каталонцев в турнире.
В своём первом полном сезоне за «Барсу» — 1951/52 — Кубала выступил блестяще, забил 26 голов в 19 играх, в том числе рекордные 7 мячей в одном матче в ворота хихонского «Спортинга», 5 мячей в матче с «Сельтой» и два хет-трика, по одному в ворота «Севильи» и «Расинга». Тот сезон оказался для «Барсы» одним из самых успешных в её истории: команда выиграла чемпионат, Кубок и Суперкубок Испании (последний тогда назывался кубком Эвы Дуарте, в честь Эвы Перон, первой леди и культовой фигуры Аргентины), а также Латинский кубок и Кубок Мартини Росси.
Следующий сезон, 1952/53, оказался для Кубалы сложным: из-за туберкулёза, грозившего поставить крест на его карьере, он пропустил бо́льшую часть игр, но, когда здоровье позволяло играть, вёл команду вперёд, став лидером её атак, и внёс немалый вклад в то, что команда выиграла второй год подряд и чемпионат, и Кубок Испании, и Суперкубок Испании.
Сначала Кубала в «Барсе» выступал в роли центрального нападающего, позже стал играть на позиции под нападающими, в роли плеймейкера, иногда действовал и на флангах атаки. Впрочем, на любой из этих позиций он стабильно забивал много голов и раздавал немало голевых передач партнёрам по атаке, являлся харизматическим лидером команды. Кубала, безусловно, был главным кумиром болельщиков «Барселоны» тех лет: 50-х — начала 60-х. Он стал первым футболистом в Испании, которому болельщики посвятили индивидуальный баннер, с надписью «Кубала — Бог!», было это в 1958 году на стадионе «Камп Ноу» на барселонском дерби против «Эспаньола».
В 1958 году в «Барселону» не без участия Кубалы пришли два беженца из Венгрии, экс-члены легендарной «Золотой команды» — Шандор Кочиш и Золтан Цибор. Наряду с самим Кубалой, Эваристо и Луисом Суаресом Мирамонтесом, два венгра станут ведущими игроками великого состава «Барселоны» конца 50-х — начала 60-х, который за короткий срок (1958—1961 — 4 года) выиграл два чемпионата Испании (1959, 1960), два Кубка Ярмарок (1958, 1960) и Кубок Испании (1959) и многими признаётся одним из сильнейших вариантов состава за всю историю «Барселоны». Вскоре, однако, Кубала впал в немилость тогдашнего главного тренера «Барсы» Эленио Эрреры, поборника жёстких тактических схем, в которые Кубала вписывался не всегда. На короткое время Кубала и вовсе потерял место в составе. За это время (это была весна 1960 года) «Барса» без Кубалы под руководством Эрреры в полуфинале Кубка европейских чемпионов 1959/60 дважды проиграла принципиальному сопернику — «Реалу» (1:3; 1:3), после чего Эррере пришлось покинуть свой пост, и Кубала вернулся в основной состав. Перед началом сезона 1960/1961 Кубала заявил о завершении своей игровой карьеры после его окончания. В Кубке чемпионов 1960/61 в 1/8 финала «Барса» снова встретилась с ненавистным ей «Реалом», на сей раз из Мадрида удалось увезти ничью (2:2), а дома, на родном «Камп Ноу», была одержана победа 2:1, и «Реал», победитель первых пяти розыгрышей турнира, сенсационно вылетел из него. Затем «Барса» дошла до финала, где на стадионе «Ванкдорф» в Берне (Швейцария) встретилась с португальской «Бенфикой» под руководством венгра Белы Гуттманна, тот драматичный матч сложился для каталонцев неудачно, несмотря на хорошую игру венгерского атакующего трио Кубала — Цибор — Кочиш: на голы Цибора и Кочиша португальцы ответили тремя мячами, по одному забили Колуна и Агуаш, ещё один был записан как автогол опытнейшего вратаря сине-гранатовых Рамальетса, в концовке же матча венгерская тройка упустила много моментов, в итоге «Барса» не смогла спасти игру и уступила 2:3. По завершении того сезона Кубала объявил, что закончил с футболом, главной причиной стали многочисленные травмы. Вскоре после этого он возглавил сначала молодёжную, а потом и главную команду «Барселоны». После поражения в 1/8 финала Кубка Ярмарок 1962/63 от югославской «Црвены Звезды» (2:3; 1:0; доп. матч 0:1) Кубала был отправлен в отставку с поста главного тренера «Барсы».

### Кубала как играющий тренер. Конец игровой карьеры
После ухода в 1963 году с поста тренера «Барселоны» Кубала решил, не прекращая тренерской работы, продолжить законченную было карьеру игрока и подписал контракт как играющий тренер с её непримиримым соперником по каталонскому дерби «Эспаньолом», вместе с ним в те годы там играл Альфредо ди Стефано. Также его товарищем по команде был его сын Бранко Кубала. В 1966 году Кубала перешёл в швейцарский «Цюрих», также став там играющим тренером, в составе швейцарцев он последний раз в игровой карьере принял участие в еврокубках: в первом круге Кубка чемпионов 1966/67 его команда дважды уступила будущему чемпиону того турнира, шотландскому «Селтику» (0:2, 0:3), в одном из этих матчей он сам вышел на поле, в последний раз как в еврокубковой, так и в целом в европейской своей игровой карьере. По окончании сезона 1966/67 Кубала покинул «Цюрих». В 1967 году Кубала непродолжительное время выступал за океаном, за канадский клуб «Торонто Фолконз»,  после чего официально завершил игровую карьеру.

### Игры за сборные
В 1946—1947 годах Кубала сыграл 6 официальных игр за сборную Чехословакии, забил в них 4 гола, потом, вернувшись в Венгрию, отметился тремя играми за сборную этой страны, голов в них не забивал. Затем на пять лет в его международной карьере наступил перерыв. В 1953 году Кубала был вызван в сборную Испании, за которую он затем за 8 лет сыграл 19 игр и забил 11 голов. Самым успешным матчем в международной карьере Кубалы можно считать игру Испания — Турция в ноябре 1957 года (3:0), когда он сделал хет-трик. Последний матч за сборную Испании он сыграл 2 апреля 1961 года в Мадриде против Франции, испанцы выиграли тот матч 2:0. На чемпионатах мира и Европы Кубале сыграть так и не довелось. Он был включён в состав сборной Испании на ЧМ-1962 (и это несмотря на то, что он был тогда без клуба и уже год не играл в чемпионате), но не смог поехать туда из-за травмы.

#### Таблица всех матчей[8]Кубалы за национальные сборные
| №   | Сборная      | Дата             | Место        | Соперник          | Счёт                         | Голы Кубалы | Соревнование      |
| --- | ------------ | ---------------- | ------------ | ----------------- | ---------------------------- | ----------- | ----------------- |
| 1.  | Чехословакия | 27 октября 1946  | Вена         | Австрия           | 3:4                          | —           | Товарищеский матч |
| 2.  | Чехословакия | 20 июня 1947     | Копенгаген   | Дания             | 2:2                          | —           | -//-              |
| 3.  | Чехословакия | 31 августа 1947  | Прага        | Польша            | 6:3                          | 2           | -//-              |
| 4.  | Чехословакия | 21 сентября 1947 | Бухарест     | Румыния           | 2:6                          | 2           | -//-              |
| 5.  | Чехословакия | 5 октября 1947   | Прага        | Австрия           | 3:2                          | —           | -//-              |
| 6.  | Чехословакия | 14 декабря 1947  | Бари         | Италия            | 0:2 или по другим данным 1:3 | —           | -//-              |
| 1.  | Венгрия      | 23 мая 1948      | Тирана       | Албания           | 0:0                          | —           | Балканский Кубок  |
| 2.  | Венгрия      | 24 октября 1948  | Бухарест     | Румыния           | 1:5                          | —           | -//-              |
| 3.  | Венгрия      | 7 ноября 1948    | София        | Болгария          | 1:0                          | —           | -//-              |
| 1.  | Испания      | 5 июля 1953      | Буэнос-Айрес | Аргентина         | 1:0                          | —           | Товарищеский матч |
| 2.  | Испания      | 12 июля 1953     | Сантьяго     | Чили              | 1:2                          | 1           | -//-              |
| 3.  | Испания      | 8 ноября 1953    | Бильбао      | Швеция            | 2:2                          | —           | -//-              |
| 4.  | Испания      | 14 марта 1954    | Стамбул      | Турция            | 1:0                          | —           | Отбор на ЧМ-1954  |
| 5.  | Испания      | 18 мая 1955      | Мадрид       | Англия            | 1:1                          | —           | Товарищеский матч |
| 6.  | Испания      | 19 июня 1955     | Женева       | Швейцария         | 0:3                          | —           | -//-              |
| 7.  | Испания      | 30 января 1957   | Мадрид       | Нидерланды        | 5:1                          | 1           | -//-              |
| 8.  | Испания      | 10 марта 1957    | Мадрид       | Швейцария         | 2:2                          | —           | Отбор на ЧМ-1958  |
| 9.  | Испания      | 8 мая 1957       | Глазго       | Шотландия         | 4:2                          | 1           | -//-              |
| 10. | Испания      | 26 мая 1957      | Мадрид       | Шотландия         | 4:1                          | 1           | -//-              |
| 11. | Испания      | 6 ноября 1957    | Мадрид       | Турция            | 3:0                          | 3           | Товарищеский матч |
| 12. | Испания      | 24 ноября 1957   | Лозанна      | Швейцария         | 1:4                          | 2           | Отбор на ЧМ-1958  |
| 13. | Испания      | 13 марта 1958    | Париж        | Франция           | 2:2                          | 1           | Товарищеский матч |
| 14. | Испания      | 19 марта 1958    | Франкфурт    | ФРГ               | 2:0                          | —           | -//-              |
| 15. | Испания      | 15 октября 1958  | Мадрид       | Северная Ирландия | 6:2                          | 1           | -//-              |
| 16. | Испания      | 28 февраля 1959  | Рим          | Италия            | 1:1                          | —           | -//-              |
| 17. | Испания      | 14 октября 1959  | Мадрид       | Польша            | 3:0                          | —           | Отбор на ЧЕ-1960  |
| 18. | Испания      | 17 декабря 1959  | Париж        | Франция           | 4:3                          | —           | Товарищеский матч |
| 19. | Испания      | 2 апреля 1961    | Мадрид       | Франция           | 2:0                          | —           | -//-              |

Помимо игры за три национальных сборных, Кубала также играл за сборные команды Европы, мира и Каталонии. 21 октября 1953 года на стадионе «Уэмбли» в Лондоне состоялся матч, посвящённый 90-летию Футбольной Ассоциации Англии: сборная Англии встретилась со сборной Европы (Europe XI), игра завершилась боевой ничьей 4:4, игрок сборной Европы Кубала забил англичанам два мяча. 28 апреля 1965 года Кубала сыграл за сборную мира против команды Великобритании в прощальном матче Стенли Мэтьюза на стадионе «Виктория Граунд» в Сток-он-Трент (Англия), вместе с Кубалой в сборной мира играли, в частности, такие игроки, как Лев Яшин, Йозеф Масопуст и непримиримые соперники Ладислао по мадридскому «Реалу» Ференц Пушкаш и Альфредо ди Стефано. Сборная мира победила 6:4, один из мячей забил Кубала.
Также Кубала сыграл 4 матча и забил 4 гола за сборную Каталонии. Впервые он играл за каталонцев 26 января 1955 года в матче с «Болоньей» на Лес-Кортс, завершившемся победой Каталонии со счётом 6:2, дважды отличился Кубала. Последний матч за Каталонию Кубала сыграл уже в преклонном возрасте, в 66 лет, против сборной мира (International XI), это было 4 марта 1993 года на Олимпийском стадионе «Монтжуик» в Барселоне. В той игре Кубала провёл лишь стартовые 10 минут, затем он был заменён.

### Кубала как тренер
В 1968 году Кубала тренировал канадский клуб NASL «Торонто Фолконз», вместе с ним там были его тесть Фердинанд Даучик (как тренер), шурин Янко Даучик и сын Бранко Кубала (как игроки). Конец «семейному союзу» положило расформирование клуба по окончании сезона по причине финансовых проблем.
После этого Кубала вернулся в Испанию, где ненадолго возглавил «Кордобу». В 1969 году Кубалу пригласили возглавить сборную Испании по футболу. На этом посту он пробудет 11 лет (1969—1980). Особых успехов сборная под его руководством не добилась. В 1978 году он впервые с 1966 года вывел команду Испании в финальную часть чемпионата мира в Аргентине, но там его подопечные заняли лишь третье место в группе в первом групповом раунде и выбыли из дальнейшей борьбы. На чемпионате Европы 1980 года в Италии испанцы снова не вышли из группы. После того турнира Кубала покинул тренерский мостик сборной.
В 1980 году он вернулся в «Барселону», вторично заняв тренерский пост, но ненадолго — вскоре он покинул клуб, отправившись в Саудовскую Аравию тренировать «Аль-Хиляль». Затем он тренировал три других испанских клуба: «Мурсию», «Малагу», которую привёл к победе в Сегунде в 1988 году, и «Эльче». В 1991 году 64-летний Кубала выступал за сборную Испании на международном турнире ветеранов в Москве, но провёл на поле всего несколько минут — годы не позволяли ему большего, впрочем, зрителям и этого было достаточно. Кубала был одним из тренеров олимпийской сборной Испании, победившей в футбольном турнире на домашних играх в Барселоне в 1992 году. Последним местом работы тренера Кубалы стала сборная Парагвая в 1995 году.

### Последние годы и кончина
В последние годы жизни Кубала страдал болезнью Паркинсона. 12 февраля 2002 года он был доставлен в одну из барселонских больниц, откуда ему уже не суждено было выйти. 17 мая 2002 года Ладислав Кубала скончался в Барселоне на 75-м году жизни после тяжёлой болезни. Причиной смерти, по заключению врачей, стали необратимые изменения мозга. Смерть Кубалы вызвала большой резонанс среди болельщиков «Барселоны» и просто любителей футбола во всём мире. На барселонских домах в знак траура были вывешены чёрные ленты. На похоронах Кубалы присутствовали тысячи людей. Часовню на «Камп Ноу» с целью прощания с великим игроком посетило около 15 тыс. (по другим данным — около 19 тыс.) человек. 15-минутную речь у гроба Кубалы произнёс другой великий игрок сине-гранатовых Йохан Кройф. Тогдашний президент «Барсы» Жоан Гаспар заметил по поводу народной реакции на смерть Кубалы: «Что посеешь, то и пожнёшь». В церкви Santa Tecla состоялось отпевание усопшего. Многотысячная похоронная процессия прошла через весь город. Кубала был похоронен на кладбище Les Corts, расположенном на месте одноимённого старого стадиона «Барселоны» и в нескольких минутах ходьбы от её нынешнего стадиона «Камп Ноу».

### Памятник в честь Кубалы
В 2009 году Ассоциация ветеранов «Барселоны» начала сбор средств на то, чтобы воздвигнуть памятник Ладислао Кубале.

## Достижения

### Как игрок
«Ференцварош»
- Обладатель Кубка Венгрии: 1946

«Барселона»
- Чемпион Испании (4): 1951/52, 1952/53, 1958/59, 1959/60
- Обладатель Кубка Ярмарок (2): 1955/1958, 1958/1960
- Обладатель Латинского кубка: 1952
- Обладатель Кубка Испании[16] (5): 1950/51, 1951/52, 1952/53, 1956/57, 1958/59
- Обладатель Кубка Эвы Дуарте (2): 1952, 1953[9]
- Финалист Кубка европейских чемпионов: 1960/61

### Личные
- Рекордсмен чемпионата Испании по количеству голов в одном матче: 7 голов[17] (в матче «Барселоны» и хихонского «Спортинга» в сезоне 1951/52 (9:0)).
- Лучший игрок «Барселоны» за всю историю клуба по результатам опроса болельщиков.[4][5][6]
- Занял второе место (после Йохана Кройфа) по результатам опроса «Лучший игрок столетия в Европе» (2000 год).[7]

### Как тренер
- Тренер олимпийской сборной Испании — победителя Олимпийских игр 1992 года[4]
- Рекордный срок среди всех главных тренеров — 11 лет (1969—1980) — руководил сборной Испании.
- Как главный тренер «Малаги» — победитель испанской Сегунды (второго дивизиона): 1987/88

## Статистика выступлений
| Клуб             | Сезон            | Лига | Лига | Кубки | Кубки | Еврокубки | Еврокубки | Прочие | Прочие | Итого | Итого |
| Клуб             | Сезон            | Игры | Голы | Игры  | Голы  | Игры      | Голы      | Игры   | Голы   | Игры  | Голы  |
| ---------------- | ---------------- | ---- | ---- | ----- | ----- | --------- | --------- | ------ | ------ | ----- | ----- |
| Ганз Торна       | 1944             | 10   | 3    | -     | -     | -         | -         | 0      | 0      | 10    | 3     |
| Ганз Торна       | Итого            | 10   | 3    | 0     | 0     | 0         | 0         | 0      | 0      | 10    | 3     |
| Ференцварош      | 1945             | 22   | 19   | -     | -     | -         | -         | 0      | 0      | 22    | 19    |
| Ференцварош      | 1945/46          | 28   | 14   | -     | -     | -         | -         | 0      | 0      | 28    | 14    |
| Ференцварош      | Итого            | 50   | 33   | 0     | 0     | 0         | 0         | 0      | 0      | 50    | 33    |
| Братислава       | 1946/47          | 24   | 13   | -     | -     | -         | -         | 0      | 0      | 24    | 13    |
| Братислава       | 1947/48          | 9    | 1    | -     | -     | -         | -         | 0      | 0      | 9     | 1     |
| Братислава       | Итого            | 33   | 14   | 0     | 0     | 0         | 0         | 0      | 0      | 33    | 14    |
| Вашаш            | 1947/48          | 8    | 4    | -     | -     | -         | -         | 0      | 0      | 8     | 4     |
| Вашаш            | 1948/49          | 12   | 6    | -     | -     | -         | -         | 0      | 0      | 12    | 6     |
| Вашаш            | Итого            | 20   | 10   | 0     | 0     | 0         | 0         | 0      | 0      | 20    | 10    |
| Про Патрия       | 1949/50          | 0    | 0    | -     | -     | -         | -         | 0      | 0      | 0     | 0     |
| Про Патрия       | Итого            | 0    | 0    | 0     | 0     | 0         | 0         | 0      | 0      | 0     | 0     |
| Барселона        | 1950/51          | 0    | 0    | 7     | 6     | -         | -         | 0      | 0      | 7     | 6     |
| Барселона        | 1951/52          | 19   | 26   | 7     | 12    | -         | -         | 2      | 1      | 28    | 39    |
| Барселона        | 1952/53          | 11   | 7    | 6     | 5     | -         | -         | 0      | 0      | 17    | 12    |
| Барселона        | 1953/54          | 28   | 23   | 3     | 3     | -         | -         | 0      | 0      | 31    | 26    |
| Барселона        | 1954/55          | 19   | 14   | 3     | 5     | -         | -         | 0      | 0      | 22    | 19    |
| Барселона        | 1955/56          | 25   | 14   | 2     | 1     | 1         | 1         | 0      | 0      | 28    | 16    |
| Барселона        | 1956/57          | 18   | 9    | 5     | 5     | 0         | 0         | 0      | 0      | 23    | 14    |
| Барселона        | 1957/58          | 21   | 12   | 6     | 5     | 2         | 2         | 0      | 0      | 29    | 19    |
| Барселона        | 1958/59          | 20   | 9    | 1     | 0     | 2         | 0         | 0      | 0      | 23    | 9     |
| Барселона        | 1959/60          | 12   | 7    | 5     | 4     | 6         | 9         | 0      | 0      | 23    | 20    |
| Барселона        | 1960/61          | 13   | 10   | 3     | 3     | 9         | 1         | 0      | 0      | 25    | 14    |
| Барселона        | Итого            | 186  | 131  | 48    | 49    | 20        | 13        | 2      | 1      | 256   | 194   |
| Эспаньол         | 1963/64          | 29   | 7    | 4     | 0     | 0         | 0         | 2      | 1      | 35    | 8     |
| Эспаньол         | Итого            | 29   | 7    | 4     | 0     | 0         | 0         | 2      | 1      | 35    | 8     |
| Цюрих            | 1966/67          | 1    | 0    | 0     | 0     | 1         | 0         | 0      | 0      | 2     | 0     |
| Цюрих            | Итого            | 1    | 0    | 0     | 0     | 1         | 0         | 0      | 0      | 2     | 0     |
| Торонто Фолконз  | 1967             | 19   | 5    | -     | -     | -         | -         | 0      | 0      | 19    | 5     |
| Торонто Фолконз  | Итого            | 19   | 5    | 0     | 0     | 0         | 0         | 0      | 0      | 19    | 5     |
| Всего за карьеру | Всего за карьеру | 348  | 203  | 52    | 49    | 21        | 13        | 4      | 2      | 425   | 267   |

Источники:
- Kubala László (венг.). NeLA.hu. Дата обращения: 21 июня 2017.
- Kubala, László (англ.). National-football-teams.com. Дата обращения: 21 июня 2017.
- László Kubala Stecz (исп.). BDFutbol.com. Дата обращения: 21 июня 2017.
- László Kubala (нем.). dbFCZ.com. Дата обращения: 21 июня 2017.
- Ladislav Kubala (англ.). NASLJerseys.com. Дата обращения: 21 июня 2017.